# Abderrahmane Trabsini
Abderrahmane Trabsini (Amsterdam, 8 april 1989) is een Nederlandse modeontwerper. Hij is met name bekend als mede-oprichter van modemerk Daily Paper.

## Levensloop
Trabsini is van Marokkaanse afkomst en groeide op in Osdorp in Amsterdam. In 2005 startte Trabsini de studie Mediadesigner aan het Mediacollege Amsterdam. In 2010 werd hij aangenomen aan de kunstacademie in Den Haag, waar hij Interactieve Media Design studeerde.

## Daily Paper
Trabsini voegde zich in 2009 bij het team van Daily Paper. Op dat moment was dit nog een blog, opgericht door Jefferson Osei en Hussein Suleiman. In 2012 gaat het merk officieel verder als modemerk, dat in een aantal jaar grote successen behaalt. Dit succes maakt van Trabsini een miljonair.
Binnen Daily Paper is Trabsini mede-oprichter en Design Director. Hij houdt zich met name bezig met het creatieve ontwerpproces van de kleding.

## Captain's Zen Garden
Trabsini heeft ook een merk als solo-ontwerper, genaamd Captain's Zen Garden.